# Municipio Naguanagua
Naguanagua es uno de los 14 municipios autónomos del estado Carabobo en la Región Central de Venezuela. Su capital es la localidad homónima de Naguanagua. Se encuentra ubicado en la Región Norte del Estado Carabobo. Tiene una superficie de 188 km² y una población estimada de 185.713 de habitantes para el 2023  El Municipio Naguanagua posee 01 parroquia civil con el mismo nombre, es uno de los 5 municipios que conforman la ciudad de Valencia.

## Historia
Los documentos y registros de la época colonial indican que la zona que hoy se conoce como Naguanagua estuvo poblada comunidades indígenas de las étnicas Caribe y Arawac, constituyendo la agricultura, la caza y la pesca sus principales medios de subsistencia.
En el siglo XVI, el dominio de dichos poblados indígenas los ejercía el cacique Nagoanagoa, hasta el descubrimiento del Lago de Valencia en 1547 por los colonizadores españoles. Posteriormente, a finales del siglo del siglo XVII un grupo de vecinos allí asentados, encabezados por Don Bernardino López y Don Dionisio Matute, solicitaron al gobierno eclesiástico de la época (mediante documento fechado 28 de marzo de 1782) la conformación de un curato para satisfacer sus necesidades espirituales. Ello conlleva a que Monseñor Don Mariano Martí, Obispo de la Provincia de Venezuela firmara el 14 de mayo de 1782 un decreto que dio nacimiento a la parroquia eclesiástica bajo la advocación de Nuestra Señora de Begoña. La demarcación para la iglesia, la plaza y el cementerio de la parroquia se realizó el 21 de enero de 1783.
En 1810 la parroquia pasa a formar parte del Cantón Valencia en calidad de pueblo. Esta unión se mantendría inalterable hasta 1994.
En 1881, el Cantón Valencia pasa a llamarse Distrito Valencia, cambiando el carácter de Naguanagua a parroquia foránea.
El 14 de enero de 1994, bajo el gobierno regional del Dr. Henrique Salas Römer (Proyecto Carabobo) se ejecuta la Ley de División Político-Territorial (Gaceta Oficial Extraordinaria N° 494) pasando Naguanagua de ser una parroquia a ser un «municipio autónomo» con autoridades propias. Aun así, a pesar de la separación de carácter político-administrativo que existió con la disolución del Distrito Valencia y la elevación de algunas parroquias al carácter de municipios, la integración socioeconómica, cultural y urbana de la localidad se mantuvo a través de la figura de la «Ciudad de Valencia» (que no debe ser confundida con el «Municipio Valencia») estando dicha ciudad compuesta por los cinco (5) municipios autónomos que originalmente formaron parte del extinto Distrito. Dicha figura, con delimitación distinta la figura del municipio, no es regida por ninguna autoridad en específico, debido a que cada uno de los 5 municipios que la integran tiene su propio Alcalde. Hasta las elecciones de 1995, estaba aún bajo la tutela del Alcalde del Municipio Valencia.
El primer alcalde del municipio Naguanagua como consecuencia de su elevación al carácter de municipio, fue la Prof. Dilia Sayago de Moreno, respaldada por los partidos AVANAGUA y Proyecto Carabobo, hecho consumado en 1995. En las elecciones del 2000 es elegido el Dr. Julio Castillo Sagarzazu, el cual se convierte en el primer alcalde reelecto del municipio en 2004. El 23 de noviembre de 2008 es elegido Dr. Alejandro Feo La Cruz y el 2 de diciembre de ese mismo año es juramentado Alcalde, convirtiéndose en el 3.er alcalde del municipio y el 5.º periodo municipal de Naguanagua.
Tras aprobarse la Asamblea Nacional Constituyente propuesta por el presidente Nicolás Maduro el 30 de julio de 2017, en la madrugada del 6 de agosto del mismo año, un grupo de militares toman por asalto el Fuerte Paramacay del municipio.
En las elecciones de diciembre de 2017, Gustavo Gutiérrez es electo alcalde de Naguanagua, convirtiéndose en el primer alcalde chavista en la historia del municipio, poniendo fin a 17 años de gobierno de la oposición.

### Toponimia
Hay opiniones divididas. Según el historiador Oswaldo Feo Caballero, el nombre Naguanagua proviene del nombre del cacique Inagoanagoa —que gobernaba en el valle durante la llegada de los españoles—, que en el vocablo indígena significa ‘abundancia de aguas’, palabra que confunde la lengua Caribe con la castellana. De igual manera, otros consideran que el vocablo nagua significaba ‘río’ en lengua indígena, pero, en realidad, en lenguaje Caribe y aborigen se usa tuna para denominar un río. Coincidiendo que la fundación del poblado colindaba con la desembocadura del río El Retobo en el río Cabriales, asumiendo que ambas bocas de agua pudieron haberle dado el nombre a la población de nagua-nagua, es decir, dos ríos que se juntan. Parece más verosímil el significado de ‘entre cerros’, según un profesor e historiador de la Universidad de Carabobo en concordancia con otros vocablos de origen Caribe que tienen la terminación agua y se traducen correctamente como ‘cerro’. Por ejemplo, Aragua: ‘tierra de cerros’.

## Geografía

### Suelo
El municipio está asentado sobre suelos cuaternarios. Eminentemente aluvional, de vocación agrícola, con preferencia para el cultivo de frutales.

#### Hidrografía
Hidrográficamente Naguanagua pertenece a las cuencas del Lago de Valencia, del Mar Caribe y del Orinoco. Las principales corrientes fluviales son los ríos: Cabriales, Agua Caliente, Retobo y Guataparo.

#### Orografía
El municipio pertenece a la porción occidental de la Cordillera de la Costa, con alturas dominantes, en el costado noreste de 1.680 m s. n. m. (Teta de Hilaria), y en el noroeste de 1.500 m a 1200 m (Fila de Aguacatal y Fila del Café).

### Límites
- Norte: Municipio Puerto Cabello
- Sur: Municipio Valencia y Municipio Libertador
- Este: Municipio San Diego
- Oeste: Municipio Bejuma

Al norte limita con las parroquias urbanas Democracia, Goaigoaza y Bartolomé Salom del Municipio Puerto Cabello desde la Fila de Los Apios, atravesando el fundo llamado Rinconcito, en la carretera Valencia-Puerto Cabello, terminado en la cumbre de Chirgua donde nace el Playón, afluente del Río Trincheras o Aguas Calientes, al sur con la Parroquia Urbana San José del Municipio Valencia, por una línea recta que parte la fila de La Aguada, sigue por la Avenida Circunvalación de la Urbanización Guaparo hasta la redoma de Guaparo, de aquí parte hacia la Avenida Hispanidad o Circunvalación Este hasta encontrase con la Autopista Regional del Centro (ARC) en el tramo Autopista del Este en el Puente Las Clavelinas, de ahí sube al norte por la Autopista del Este Valencia-Puerto Cabello, hasta el distribuidor Mañongo y sigue hacia el este por la Avenida Salvador Feo La Cruz hasta la fila de El Trigal, al este con el Municipio San Diego desde Loma Pelada bajando por el cerro El Novillo, de ahí divide El Portachuelo que separa La Ciudad Universitaria de San Diego, y de ahí una línea que cruza la cima de la fila de El Trigal y al oeste con la Parroquia no urbana Simón Bolívar del Municipio Bejuma y la parroquia Urbana Tocuyito del Municipio Libertador (al suroeste) por la fila del Aguacatal.

## Turismo

### Lugares de interés

#### Monumentos históricos
En lo histórico destacan Los Petroglífos de Inagoanagoa, importante muestra arqueológica de origen prehispánico ubicado en la cuenca alta del río Cabriales, cercano a la comunidad de González Plaza, hacia el noreste del municipio. Cerca del Hospital Carabobo se encuentra El Camino de Los Españoles, ruta que hicieran los colonos españoles la cual comunicaba a Valencia y Naguanagua con Puerto Cabello en la costa carabobeña. En el Casco Histórico del municipio se encuentra La Capilla Colonial de Naguanagua, famosa para bodas por su belleza colonial; allí también podemos ubicar la Casa Parroquial que data de 1788; la casa natal del general Hermógenes López, quien fuera presidente de Venezuela entre 1887-1888, hoy parte del Colegio Padre Seijas.
En la carretera nacional hacia el pueblo de la Entrada, sector Girardot, se sitúa en la colina, una estatua en memoria del prócer neogranadino Atanasio Girardot, quien murió en ese lugar combatiendo en la Batalla de Bárbula en septiembre de 1813.

#### Parques

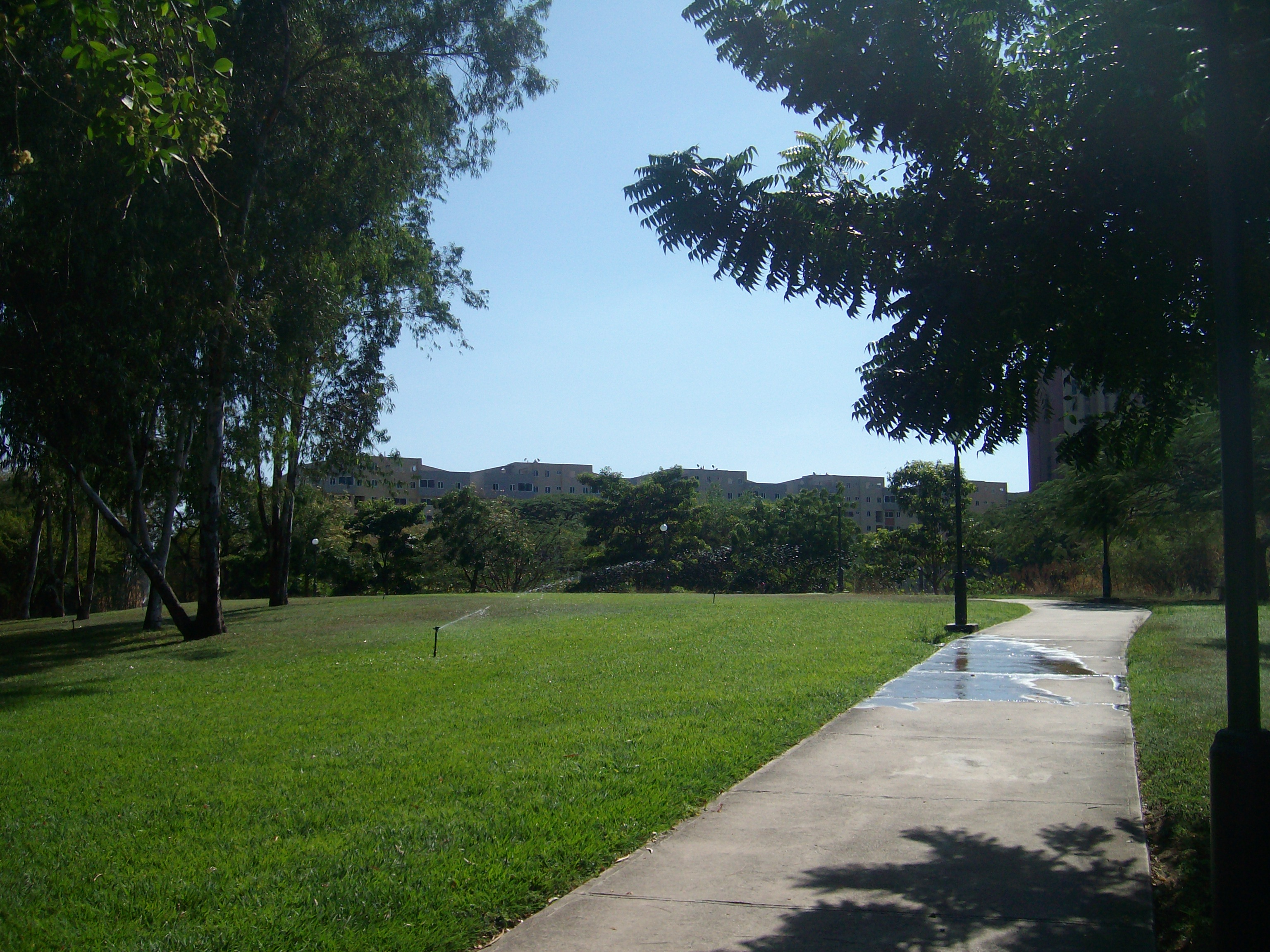
Parque Los Guayabitos.

El parque natural más importante del municipio es el Jardín Botánico de Naguanagua (Av. Salvador Feo La Cruz Este-Oeste), donde se puede ubicar un hermoso samán que data de más de 400 años, y cientos de árboles de distintas especies. Naguanagua también cuenta con la Plaza Bolívar (Centro de Naguanagua), el Parque Los Guayabitos (Urb. Los Guayabitos), el parque Geraldine Moreno (Urb. Tazajal). el Parque Paseo Venezuela (Avenida Paseo Venezuela) y el Paseo Carabobo (Avenida Paseo Carabobo, Urb. La Granja), parque La Zona (Avda. Salvador Feo La Cruz, Urb.La Granja). 
También, la jurisdicción cuenta con 2 parques de atracciones: el Parque de Atracciones Dunas (Callejón Mañongo), con toboganes altos de agua y la pista de hielo más grande de Venezuela, así como el Parque de atracciones Ditto Park (Sector El Rincón).

#### Centros comerciales
En Naguanagua existen los centros comerciales más populares del Estado Carabobo, como el Centro Sambil (Urb. Ciudad Jardín Mañongo), C.C. Cristal (Urb. Las Quintas III), C.C. Vía Veneto (Sector Mañongo), C.C. La Granja (Urb. La Granja). Además, es Sede del diario El Carabobeño donde está el C.C. Omni Centro. En Mañongo está instalado el primer World Trade Center de toda Venezuela, que incluye al complejo hotelero de 5 estrellas Hesperia Río.

#### Hoteles
- Hotel Hesperia (Av. Salvador Feo La Cruz), Lidotel Hotel Boutique (Frente al C.C. Sambil, Urb, Ciudad Jardín Mañongo), Hotel Guaparo Inn (Av. Universidad), Hotel Spa Centro Termal Las Trincheras,

## Deporte
Entre las instalaciones deportivas más importantes de Naguanagua están el «Complejo Deportivo Bicentenario Simón Bolívar» (antes llamado «Rafael Yanes Gordils») ubicado en la Urb. La Granja, que cuenta con canchas de tenis, gimnasio de esgrima, judo, karate, Campo de arco y flecha, y pista de bicicrós. También podemos mencionar el «Complejo Deportivo y Cultural Don Bosco», ubicado en la Av. Valencia, el cual cuenta con campos para la práctica del béisbol. softbol, fútbol, canchas de baloncesto, voleibol y fútbol sala, Allí también se practica el judo, karate, tae-kondo y tenis de mesa. En Naguanagua esta el «Patinódromo», ubicado en la Av. Universidad, sector Caprenco, donde además de la pista de patines, hay una piscina. En el sector de Bárbula podemos ubicar «El Complejo Deportivo de la Ciudad Universitaria» que cuenta con pista de atletismo, cancha de fútbol, gimnasio techado para diferentes actividades, el famoso Domo de la Universidad de Carabobo, donde se juega baloncesto y otros deportes, cancha de tenis, cancha de voleibol de arena y una piscina olímpica y fosa.
Entre los atletas más destacados del municipio están el campeón internacional de Caminatas Hildebrando José Espino quien posee el segundo mejor registro en los 5 km de caminata a nivel mundial con 24':51" quien en enero de 2010 logró el subcampeonato mundial de Caminata de Calle, en Egipto.

## Educación
Actualmente Paraninfo UC.
Todos los niveles de educación tienen vida en Naguanagua, desde preescolar hasta la superior, tanto pública como privada. La educación superior se encuentra representada por la Universidad de Carabobo (U.C.- www.uc.edu.ve), Universidad Nacional Abierta (U.N.A.), Universidad Nacional Experimental Politécnica de la Fuerza Armada Nacional (UNEFA) y el Colegio Universitario de Administración y Mercadeo (C.U.A.M.).

### Pública

#### Universidades autónomas
- Universidad de Carabobo (UC)

#### Universidades nacionales experimentales
- Universidad Nacional Abierta (UNA)
- Universidad Nacional Experimental Politécnica de la Fuerza Armada Bolivariana (UNEFA)

### Privada

#### Colegios universitarios
- Colegio Universitario de Administración y Mercadeo
- Colegio Universitario Padre Isaías Ojeda

## Transporte

### Metro de Valencia

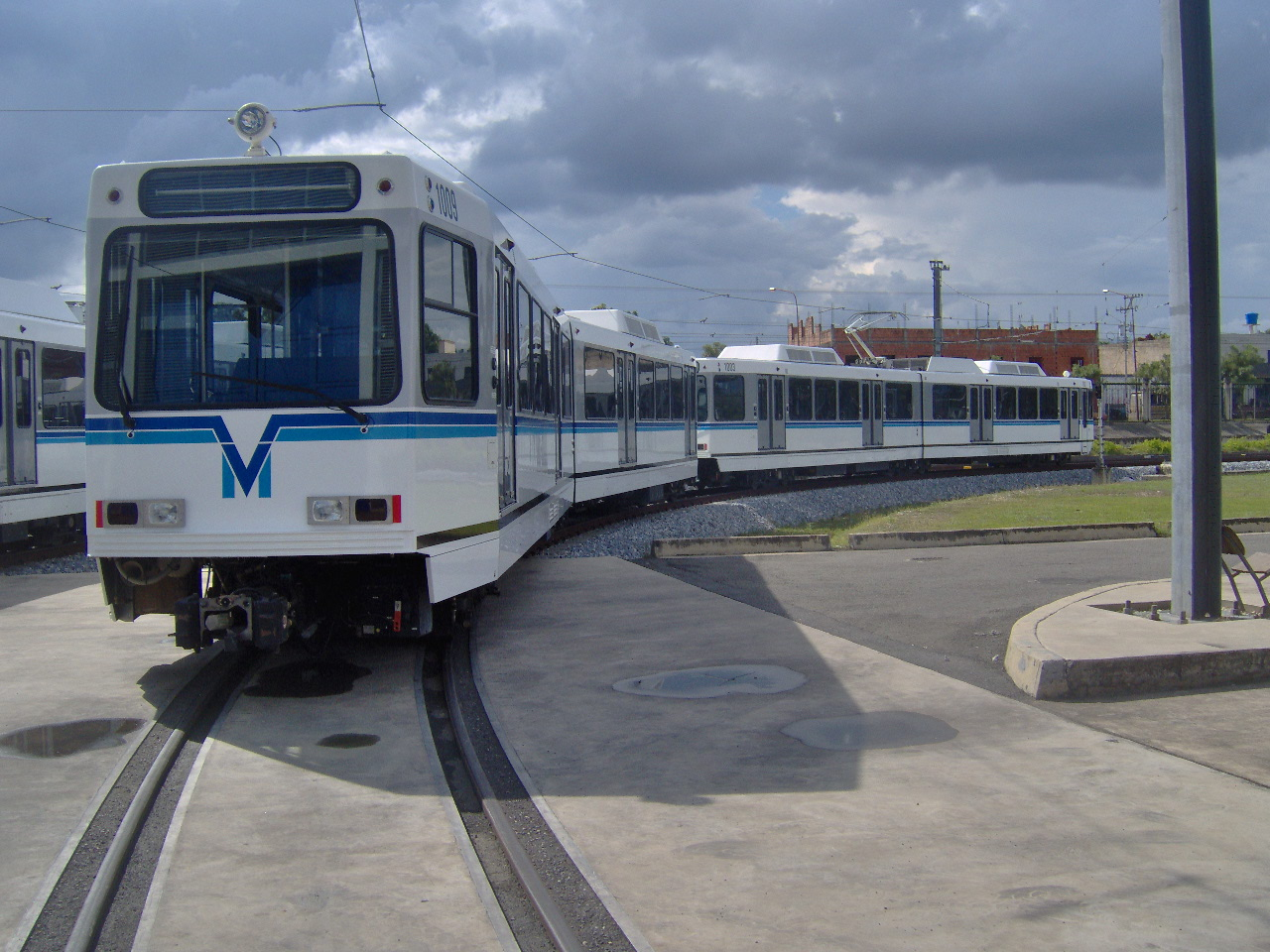
Andén del Metro de Valencia.

Actualmente hay 6 estaciones del sistema Metro de Valencia planeadas a ser construidas a partir del año 2014, todas pertenecientes al tercer tramo de la Línea 1:
- Estación Paramacay
- Estación La Granja
- Estación Caprenco
- Estación Tarapio
- Estación La Campiña
- Estación Simón Bolívar

La primera estación de este tramo conecta con el Municipio Valencia en su extremo sur, mientras que en su última estación conecta con el Sistema Ferroviario Nacional por el norte.

### Sistema ferroviario
La última estación de la Línea 1 del Metro de Valencia conectará con Sistema Ferroviario Nacional a través de la estación Simón Bolívar.

### Vialidad
Sus principales arterias viales pertenecen al Troncal 1:
Autopista del Este |
Autopista Variante Guacara - Bárbula |
Autopista Valencia - Puerto Cabello

#### Norte-sur
Avenida 97 Salvador Feo La Cruz Norte-Sur /Bernardino López
Avenida 97-A Principal del Los Guayabitos |
Avenida 100 Bolívar (Ctra. Nacional) |
Avenida 102 Universidad |
Avenida Valmore Rodríguez

#### Este-oeste
Bulevar Malagón |
Avenida Intercomunal de Bárbula |
Avenida Salvador Allende |
Avenida 161 Hispanidad |
Avenida 168 Salvador Feo La Cruz Este-Oeste |
Avenida 186 |
Calle 190 |
Avenida 181 Valencia |
Calle Paseo Valencia |
Calle 175 Paseo Carabobo |
Calle 174 Paseo Venezuela - AV Este-Oeste 1 Palma ReaL |
Avenida Este-Oeste 2 Palma Real

## Demografía
La población de Naguanagua se estima para el año 2016 en 185.713 habitantes, lo que representa una densidad de 967 habitantes por kilómetro cuadrado.

## Economía
El municipio basa su economía en la actividad comercial; su ubicación estratégica le permite desarrollar un comercio de alta calidad con una infraestructura de servicios a la altura de las principales ciudades del mundo. Además cuenta con un sector artesanal en desarrollo y es uno de los Municipios interconectados en el «Plan Ferroviario Sistema de Transporte de la Región Central» (Caracas-Puerto Cabello), lo cual contribuirá a satisfacer la demanda de pasajeros de esta jurisdicción municipal y de otras entidades vecinas.

## Cultura

### Folclor
Las fiestas patronales de Nuestra Señora de Begoña, representan la máxima expresión del folklore y tradición naguanagüense. Otras expresiones culturales tradicionales son: Las misas de aguinaldo, el velorio de la Cruz de Mayo, el día de Corpus Christi, la Semana Santa, la quema simbólica de Judas, el día de San Juan, la visita del Niño Dios, entre otras tradiciones.

### Tradiciones
En cuanto a sus tradiciones, anualmente se realiza la «Feria de la Begoña» en honor a la Virgen de la Begoña (patrona del municipio desde 1782) con procesiones, corridas de toros, conciertos y una feria pueblerina. Begoña es la patrona de Vizcaya.
Igualmente a lo largo del año se hacen ferias, festivales y conciertos bajo el llamado «Samán de Naguanagua», ubicado junto a la Avenida Salvador Feo La Cruz.
Naguanagua cuenta con una intensa actividad cultural, en buena parte impulsada por la Alcaldía del municipio, a través del Instituto Municipal de la Cultura. Son reconocidos nacional e internacionalmente el Festival Internacional de Jazz Naguanagua, el Festival del Samán, el Concurso de Pintura Rápida Festival del Samán, la Bienal de Arte Popular, el Concurso Literario, que en sus inicios se realizó de la mano de la Fundación «La Letra Voladora» y actualmente se hace en alianza con la Fundación «Arturo Uslar Pietri».
Son reconocidos igualmente el Encuentro Internacional de San Juanes, que se realiza en ocasión del Día de San Juan en el mes de junio, y la Exposición Nacional de Orquídeas, que organiza Orquinagua, en el marco de la Feria de Nuestra Sra. de Begoña, en agosto de cada año.

## Religión

### Patrona
Nuestra Señora de Begoña Es la patrona de Naguanagua. Su imagen, la cual aún se conserva en su santuario, fue donada por el Pbro. Juan Esteban de Lamas, el 13 de marzo de 1873. En el mes de agosto los naguanaguenses celebran la festividad de su Santa Patrona con las Ferias de la Virgen de Begoña, donde se conjugan las actividades religiosas y festivas durante buena parte del mes.

## Símbolos

### Escudo

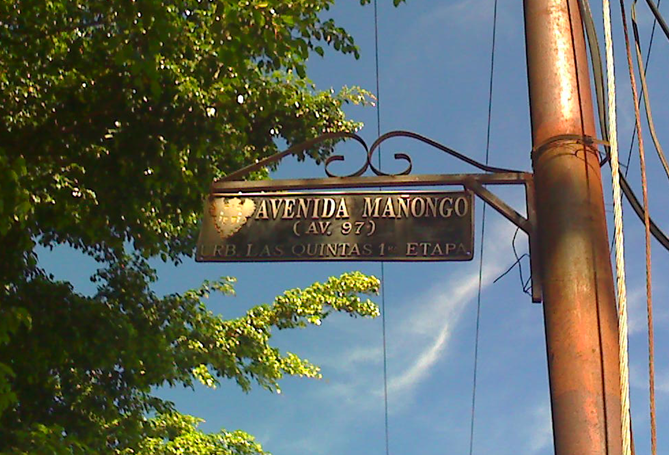
Aviso en Naguanagua, remanente de la época cuando era una parroquia del Municipio Valencia.

El Escudo de Armas, es el resultado del concurso abierto promovido por la Alcaldía de Naguanagua el 20 de marzo de 1999, presentado por los artistas: José Gregorio Guevara y Víctor Martínez, según veredicto del Jurado Calificador integrado por: Lic. Tulio Ramírez P., Lic. Israel Leal, Prof. Fredis Armas, Sr. Armando Alcántara B. y el Dr. Ángel María Alvarado.
El Escudo de Naguanagua es cuartelado en cruz. El primer cuartel (superior izquierdo) lleva en colores naturales la imagen de Nuestra Señora de Begoña, remembranza de la fe y devoción de los naguanagüenses por su patrona y la protección de la Divina Providencia sobre el Valle de Naguanagua.
El segundo cuartel (superior derecho) lleva una lámpara encima de un libro sobre campo de sínople (esmalte verde), simboliza el centro cultural y científico de la Universidad de Carabobo, el sínople representa la esperanza en el futuro y logros derivados de la ilustración moral y técnica.
El tercer cuartel (inferior izquierdo) lleva una llave de oro sobre campo de gules (esmalte rojo), Simboliza la autonomía municipal y logros de nuestro sistema político.
El cuarto cuartel (inferior derecho) lleva un paisaje montañoso con un valle y un río de plata, representa la fertilidad de sus suelos, así como el pulmón ecológico de la ciudad, el centro de aguas termales de las Trincheras y el campo de batalla de nuestra gesta emancipadora. Lleva lanzas cruzadas detrás del escudo de armas a manera de trofeos, simbolizando el valor y el arrojo de las armas patriotas en las batallas liberadas en las majestuosas colinas de Naguanagua.
Exornan al escudo lambreguines (adornos generalmente en forma de hojas de acanto, que arrancando de la parte posterior del Escudo de Armas, caen caprichosamente a ambos lados) en azul y plata, simbolizan las cualidades y virtudes de los ciudadanos dignos de guiar los destinos del municipio.
Rematan el campo del Escudo de Armas dos bandas: la superior en gules (esmalte rojo) con la leyenda en oro, que rememora las batallas de Bárbula, las Trincheras y Naguanagua, y la inferior de color blanco con leyenda en gules (esmalte rojo) que reza «14 de mayo de 1782», fecha de fundación de la ciudad, «16 de enero de 1994», fecha de la Autonomía Municipal.

### Bandera
Concebida y diseñada por Armando Alcántara Borges, Cronista Oficial del municipio, presentada ante la Cámara Municipal junto con su correspondiente ordenanza. Fue aprobada por unanimidad en la Sesión Extraordinaria N.º 22 del día viernes 12 de mayo de 2000. Dos días más tarde en el «Día de Naguanagua», fue izada por vez primera bajo los acordes de Himno de Naguanagua. La bandera es de proporción geométrica rectangular con una altura de dos módulos, por una longitud horizontal de tres módulos.

#### Simbología
Color azul celeste: representa el cielo carabobeño, el cual cubre el ámbito municipal y el manto sagrado de la Virgen de Begoña, bajo cuya protección divina estuvo ayer, está hoy y estará mañana y siempre el Valle de Naguanagua.
Color Verde: El color de la esperanza. Recuerda el otrora potencial agrícola de Naguanagua, generador de trabajo y fuente principal de vida para los lugareños. A la vez que denota el también potencial ecológico del municipio, representado por las majestuosas montañas y bosques que lo circundan y de los cuales brotan los manantiales que nutren la corriente fluvial del Cabriales.
El color amarillo: representa la nobleza, la justicia, la perseverancia y la constancia de los naguanagüenses por lograr su autonomía. A la vez que simboliza la potencialidad social y económica del municipio, caracterizada por la artesanía y el comercio, actividades generadoras de riqueza y bienestar para quienes asumen la noble tarea de engrandecer y proyectar la sociedad y el ámbito local.
Al centro se destaca el Escudo de Armas de Naguanagua con todos sus atributos.

### Himno
Letra y música autoría de José Giménez Ortega, quien resultó ganador del concurso abierto promovido por la Alcaldía de Naguanagua el 27 de marzo de 2000, de acuerdo al veredicto del Jurado Calificador integrado por: Lic. Hugo Lino Jiménez, Prof. Marzo Leonardo Meléndez, Sr. Armando Alcántara y el Sr. Víctor Eduardo Montoya. El himno está compuesto por un coro y cuatro estrofas, en versos libres; posee una forma A-B-A, en 35 compases de cuatro cuartos a tiempo de marcha, y de una alta riqueza melódica. Se estrenó en la Plaza Bolívar de Naguanagua el 14 de mayo de 2000.

## Gastronomía
El municipio es famoso por la típica comida del centro del país, pero cabe destacar las deliciosas Marquesas de Mañongo, que consiste en un pastel cremoso dulce hecho en varios sabores (avellana, chocolate, pie de limón, nutella, etc).
Además de los deliciosos sancochos de pata y de pescado fresco que caracterizan nuestro municipio. Son famosos también los tequeños de jojoto, que se venden en la carretera nacional hacia el pueblo de La Entrada, sector Girardot.

## Política y gobierno

### Alcaldes
| Período     | Alcalde                     | Partido político / Alianza | % de votos | Notas |
| ----------- | --------------------------- | -------------------------- | ---------- | --- |
| 1995 - 2000 | Dilia Sayago de Moreno      | PROCA                      | -          | Primera alcaldesa bajo elecciones directas (se realizaron elecciones generales adelantadas en el 2000 debido a la aprobación de la Constitución de 1999) |
| 2000 - 2004 | Julio Castillo Sagarzazu    |                            | 33,35      | Segundo alcalde bajo elecciones directas |
| 2004 - 2008 | Julio Castillo Sagarzazu    |                            | 43,22      | Reelecto |
| 2008 - 2013 | Alejandro Feo La Cruz       |                            | 44,93      | Tercer alcalde bajo elecciones directas (se postergan 1 año las elecciones municipales pautadas para finales del 2012)                                   |
| 2013 - 2017 | Alejandro Feo La Cruz       |                            | 59,13      | Reelecto |
| 2017 - 2021 | Gustavo Gutiérrez Rodríguez |                            | 61,58      | Cuarto alcalde bajo elecciones directas. |
| 2021 - 2025 | Ana González                |                            | 44,71      | Quinta alcaldesa bajo elecciones directas. |
| 2025 - 2029 | Elizabeth Ninho             |                            |            | Sexta alcaldesa bajo elecciones directas |

### Concejo municipal
Período 1995 - 2000
| Concejales           | Partido político / Alianza |
| -------------------- | -------------------------- |
| Carlos Guilarte (+)  | PROCA                      |
| Amos José Méndez     | PROCA                      |
| Francisco Granadillo | PROCA                      |
| Silvino Medina (+)   | PROCA                      |
| Isidro García        | COPEI                      |
| Inocencio Bracamonte | COPEI                      |
| Yovana Vásquez       | AD                         |
| Adán Salas           | CONVERGENCIA               |
| Pasan Richani        | LCR                        |

Período 2000 - 2005
| Concejales            | Partido político / Alianza |
| --------------------- | -------------------------- |
| Octavio Táriba        | PRVZL                      |
| José Gregorio López   | PRVZL                      |
| Juan Carlos Pernalete | PRVZL                      |
| Zuleida Camargo       | PRVZL                      |
| José Luis Llovera     | PRVZL                      |
| Henry Páez (2)        | MVR                        |
| Estivenson Rivero (2) | MVR                        |
| Orlando Acosta        | MVR                        |
| Baldomero Mora        | MVR                        |

Período 2005 - 2013
| Concejales                  | Partido político / Alianza |
| --------------------------- | -------------------------- |
| Orlando Acosta              | MVR                        |
| Rosaura Márquez             | MVR                        |
| Elizabeth García            | MVR                        |
| Édgar Ríos                  | MVR                        |
| José Briceño                | MVR                        |
| José Rafael Gil             | MVR                        |
| Ramón Bastardo              | MVR                        |
| Rafael Enrique Carrillo (+) | MVR                        |
| Neidy Rosal                 | PRVZL                      |

Período 2013 - 2018
| Concejales        | Partido político / Alianza |
| ----------------- | -------------------------- |
| Thomas Dangel     | MUD                        |
| Nestor Otero      | MUD                        |
| Farid Richani     | MUD                        |
| Gustavo Carmona   | MUD                        |
| José Luis Vizamon | MUD                        |
| Gustavo Mercado   | MUD                        |
| Beatriz González  | MUD                        |
| Dinorah Cudemus   | MUD                        |
| Gerardo Ramírez   | PSUV                       |

Período 2018 - 2021
| Concejales        | Partido político / Alianza |
| ----------------- | -------------------------- |
| Gerardo Ramírez   | PSUV                       |
| María Luisa López | PSUV                       |
| Abraham Chacón    | PSUV                       |
| Ana Ramírez       | PSUV                       |
| Ana González      | PSUV                       |
| Miguel Castro     | PSUV                       |
| Natali Fajardo    | PSUV                       |
| German Tarazona   | PSUV                       |
| Belkys Gamboa     | PSUV                       |

Periodo 2021 - 2025
| Concejales:      | Partido político / Alianza |
| ---------------- | -------------------------- |
| Abraham Chacón   | PSUV                       |
| Annia Bermúdez   | PSUV                       |
| Jhonanthan Arias | PSUV                       |
| Yumeire Gómez    | PSUV                       |
| Dayana Carrera   | PSUV                       |
| José Aquino      | PSUV                       |
| Gerardo Ramírez  | PSUV                       |
| Elianne Atahue   | MUD                        |
| Marlon Díaz      | MUD                        |

(1) Dinorah Cudemus renuncia al cargo de concejal el 10-12-2000 para asumir la Sindicatura Municipal.
(2) Por procedimiento judicial se ordenó la desincorporación de los concejales Henry Páez y Estivenson Rivero, incorporándose en su lugar,  Eduardo Ortega y Williams Asbby, respectivamente.

En atención a lo dispuesto en la nueva Ley Orgánica del Poder Público Municipal, la doble función que venían desempeñando los alcaldes quedó anulada por lo que el alcalde cesó en sus funciones como Presidente de la Cámara Municipal; cargo que pasó a ser desempeñado por el concejal que resultara electo por decisión de los integrantes de la Cámara respectiva, con un año de duración en sus funciones. Al efecto, el 23 de junio de 2005 fue juramentado presidente del Concejo Municipal de Naguanagua el concejal Octavio A. Táriba, quien ejerció el cargo hasta el 14 de agosto de ese mismo año; fecha en la cual fue juramentada la nueva Cámara Municipal, surgida de las Elecciones Municipales celebradas el domingo 8 de agosto del 2005.

Fuente:
- Naguanagua, un poblado cercano. Armando Alcántara Borges. Tercera edición. Naguanagua 2010.
- Archivos de La Secretaría del Concejo Municipal de Naguanagua. 2016.